# Piccoli uomini (film 1934 Cline)
Piccoli uomini (Peck's Bad Boy) è un film del 1934 diretto da Edward F. Cline.
Il film fu ideato come veicolo per la giovane star, Jackie Cooper, allora all'apice del successo come attore bambino. Il film si colloca nel filone comico di racconti ispirati alla letteratura per l'infanzia. Lo stesso soggetto, basato molto liberamente sui racconti di George Wilbur Peck, era già stato adattato per lo schermo nel 1905, nel 1908 e nel 1921 (con Jackie Coogan); sarà ripreso ancora nel 1938 (con Tommy Kelly).

## Trama
Il giovane Bill Peck adora suo padre e fa del suo meglio per essere buono, ma l'arrivo del cugino Horace stravolge i suoi piani. Il comportamento intrigante e dispettoso di Horace porta Bill piuttosto che Horace a trovarsi nei guai.

## Produzione
Il film fu prodotto negli Stati Uniti da Sol Lesser Productions.

## Distribuzione
Distribuito da Fox Film Corporation, ebbe la sua anteprima il 31 agosto 1934 e uscì nelle sale cinematografiche a partire dal 19 ottobre, per poi essere ridistribuito da Ace Pictures nel 1938.. In Italia fu ridistribuito nel 1935.